# Таритаун (Џорџија)
Таритаун (Џорџија) (енгл. Tarrytown) град је у америчкој савезној држави Џорџија. По попису становништва из 2010. у њему је живело 87 становника.

## Демографија
Према попису становништва из 2010. у граду је живело 87 становника, што је 13 (13,0%) становника мање него 2000. године.
| Група             | 2000.      | 2010.      |
| Белци             | 76 (76,0%) | 60 (69,0%) |
| Афроамериканци    | 23 (23,0%) | 21 (24,1%) |
| Азијати           | 0 (0,0%)   | 1 (1,1%)   |
| Хиспаноамериканци | 0 (0,0%)   | 5 (5,7%)   |
| Укупно            | 100        | 87         |